# Seznam latvijskih politikov
Seznam latvijskih (letonskih) politikov.

## A
- Solvita Āboltiņa
- Aivars Aksenoks
- Arturs Alberings
- Rūdolfs Jānis Alksnis
- (Viktor Alksnis)
- Juris Alunāns (filolog, pisatelj)
- Andris Ameriks
- Alfrēds Andersons
- Jānis Andersons
- Georgs Andrejevs
- Jānis Ankravs
- Jānis Annuss
- Edgars Apinis
- Andris Ārgalis
- George Armitstead (Džordžs Armitsteds)
- Arvils Ašeradens
- Uldis Augulis

## B
- Jānis Balodis
- Mārtiņš Bariss
- Oļegs Batarevskis
- Ēriks Baumanis
- Hermann Johann Heinrich Behrends
- Bernhards Bērents
- Pēteris Berģis
- Raimonds Bergmanis
- Arveds Bergs
- Aivars Berķis
- Eduards Berklavs
- Teodors Bergtāls
- Andris Bērziņš
- Gaidis Bērziņš
- Indulis Bērziņš
- Jānis Bērziņš-Ziemelis (Jan Karlovič Berzin/Jānis Bērziņš; pr. i.  Pēteris Ķuzis)
- Raimonds Bitenieks
- Valdis Birkavs
- Jānis Birks
- Viktors Birze
- Alfrēds Birznieks
- Erasts Bite
- Ernests Blanks
- Ādolfs Bļodnieks
- Gundars Bojārs
- Juris Bojars
- Mārtiņš Bondars
- Jānis Bordāns
- Baiba Braže
- Vilnis-Edvīns Bresis
- Vladimirs Bukovskis
- Willhelm Robert von Bulmerink
- Mikolas Burokevičius
- Oļegs Burovs

## C
- Gustavs Celmiņš
- Hugo Celmiņš

## Č
- Jānis Čakste
- Konstantīns Čakste
- Mintauts Čakste
- Alfrēds Čepānis
- Ziedonis Čevers

## D
- Jūlij(s) Daniševski(s) - Hermanis
- Oskars Jēkabs Dankers
- Gundars Daudze
- Arnolds Deglavs
- Anatols Dinbergs
- Jānis Dinevičs
- Baldvins Disterlo (Balduin Düsterlohe)
- Ernests Dišlers
- Kārlis Dišlers
- Ansis Dobelis
- Juris Dobelis
- Sergej(s) Dolgopolov(s)
- Valdis Dombrovskis
- Vjačeslav(s) Dombrovski(s)
- Otto Heinrich Drechler
- Ina Druviete
- Mečislavs Dubra
- Jānis Dūklavs
- Roberts Dukurs
- Antons Dzenis
- Raivis Dzintars

## E
- Gatis Eglītis
- Kristaps Eklons
- Indulis Emsis
- Rūdolfs Endrups

## F
- Vladimir(s) Frolov(s)
- Vaira Vīķe-Freiberga
- Andrejs Frīdenbergs

## G
- Maris Gailis
- Markuss Gailītis
- Dainis Ģēģer(i)s
- Kaspars Gerhards
- Miķelis Gobiņš
- Aldis Gobzems
- Ivars Godmanis
- Jānis Goldmanis
- Marija Golubeva
- Anatolij(s) Gorbunov(s)
- Linards Grantiņš
- Iveta Grigule
- Jēkabs Grots
- Aleksandrs Gubens
- Vilis Gulbis

## H
- Aleksandrs Haritonovskis
- Teodors Hermanovskis

## I
- Ilze Indriksone
- Dainis Īvāns

## J
- Eriks Jekabsons
- Ilze Juhansone
- Anton(s) Juhņevič(s)
- Pēter(is) Juraševski(s)
- Roberts Jurdžs
- Jānis Jurkāns

## K
- Jānis Kalacis
- Meletijs Kaļistratovs
- Arnis Kalniņš
- Arturs(s) Kaimiņš
- Sandra Kalniete
- Brūno Kalniņš
- Pauls Kalniņš
- Jānis Kalnbērziņš
- Sandra Kalniete
- Aigars Kalvītis
- Artis Kampars
- Voldemārs Kaņepīts
- Ausma Kantāne-Ziedone
- Francis Kemps
- Ludvigs Vilhelms Kerkoviuss
- (Arturs) Krišjānis Kariņš
- Pauls Keusslers

- Ivars Ķezbers
- Jānis Kinna
- Augusts Kirchenšteins
- Vilnis Ķirsis
- Aleksandrs Kiršteins
- Gustavs Klaustiņš
- Vilhelm(s) Knorin(š)
- Rihards Kozlovskis
- Andrejs Krastiņš
- Guntars Krasts
- Armands Krauze
- Ilga Kreituse (Ilga Grava, Ilga Gore)
- Ādams Krieviņš
- Kārlis Krievs
- Ģirts Valdis Kristovskis
- Vilis Krištopans
- Jānis Kruminš (1894-1938)

- Vilis Krūmiņš
- Māris Kučinskis
- Ādolfs Kuršinskis
- Alberts Kviesis

## L
- Mārtiņš Lācis [Martin Lacis]
- Vilis Lācis [Jānis Vilhelms Lāce]
- Eduards Laimiņš
- Antons Laizāns
- Pāvils Laizāns
- Kārlis Landers [Karl Lander]
- Ingrīda Latimira (Ūdre)
- Valdis Lauskis
- Augusts Lēbers
- Vilhelms Lecis
- Pēteris Leitāns
- Aivars Lembergs
- Jānis Lepse
- Egils Levits
- Imants Lieģis
- Tālis Linkaits
- Klāvs Lorencs

## M
- Pēteris Mago [Pjotr Ivanovič Maggo]
- Edwin (Edvins) Magnus(s)
- Vladimirs Makarovs
- Zigfrids Meierovics (Zigfrīds Anna Meierovics)
- Dace Melbārde
- Fricis Menders
- Daiga Mieriņa (née Cekule)
- Pauls Mincs
- Miroslav(s) Mitrofanov(s)
- Nils Muižnieks
- Ināra Mūrniece
- Linda Mūrniece

## N
- Broņislavs Nagujevskis
- Ralfs Nemiro
- Andrievs Niedra

## O
- Roberts Osis
- Frīdrihs Ozoliņš
- Kārlis Ozoliņš
- Osvalds Ozoliņš

## P
- Juris Pabērzs (Jurs Pabēržs)
- Artis Pabriks
- Jānis Pakalns
- Raimunds Pauls
- Jānis Pauļuks
- Kārlis Pauļuks
- Daniels Pavļuts
- Jānis Peive [Pejve]
- Arvīd(s) Pelše
- Aleksandrs Pētersons
- Jēkabs Peterss [Jakov Peters]
- Ramona Petraviča
- Ansis Petrevics
- Jurij(s) Petropavlovski(s)
- Andris Piebalgs
- Rihards Pīks
- Adolph Konstantin Jakob Baron Pilar von Pilchau-Audern
- Uldis Pīlēns
- Berta Pīpiņa (née Ziemele)
- Jānis Pliekšāns
- Jakov(s) Pliner(s)
- Andrejs Požarnovs
- Mārtiņš Prīmanis
- Aigars Prusis
- Juris Pūce
- Boris(s) Pugo
- Māris Purgailis
- Kārlis Puriņš
- Voldemārs Pusulls
- Roberts Putnis

## R
- Jāzeps Rancāns
- Jānis Reirs
- Dana Reizniece-Ozola
- Einars Repše
- Māris Riekstiņš
- Edgars Rinkēvičs
- Ernests Rolavs
- Aivis Ronis
- Jāzeps Roskošs
- Aleksejs Rosļikovs
- Eduards Viktors fon Rozenbergs
- Fricis Rozins
- Jurijs Rubenis
- Vitālijs Rubenis (Vitalij Ruben)
- Alfrēds Rubiks
- Ansis Rudevics
- Jān(is) Rudzutak(s)
- Augusts Rumpēters

## S
- Voldemārs Salnais
- Lothar Schoeler
- Mareks Segliņš
- Ludvigs Sēja
- Uldis Sesks
- Joachim Siegerist (Werner-Joachim Bierbrauer)
- Evika Siliņa
- Andrejs Sīmanis
- Jānis Skudre
- Marģers Skujenieks
- Atis Slakteris
- Egons Slēde
- Ivar(s) Smilga
- Edvards Smiltēns
- Arnolds Spekke
- Arturs Sproģis
- Žanis Spure
- Mārtiņš Staķis
- Pēteris Stērste
- Laimdota Straujuma
- Jānis Straume
- Pēteris Strautmanis
- Juta Strīķe
- Peteris Stučka
- Inguna Sudraba

## Š
- Pauls Šīmanis (Paul Schiemann)
- Andris Šķēle
- Ainārs Šlesers
- Valdis Šteins
- Aaron Štejnberg (אהרן שטײנבערג‏‎)
- Isaak Štejnberg (идиш ‏יצחק נחמן שטײנבערג‏‎)
- Aigars Štokenbergs
- Ilga Šuplinska

## T
- Edgars Tavars
- Andris Teikmanis
- Verners Tepfers
- Aivars Timofejevs
- Francis Trasuns
- Ādams Turkupols

## U
- Ingrīda Ūdre (Latimira)
- Teodors Ūdris
- Guntis Ulmanis
- Kārlis (Augusts Vilhelms) Ulmanis
- Jānis Urbanovičs
- Nils Ušakovs

## V
- Jānis Vagris
- Viktors Valainis
- Kristaps Valters
- Miķelis Valters
- Raimonds Vējonis
- Vinets Veldre
- Kornēlijs Veidnieks
- Manfred von Vegesack
- Frīdrihs Vesmanis
- Vaira Vīķe-Freiberga
- Ilze Viņķele
- Juris Viņķelis
- Jānis Vitenbergs
- Jānis Vītoliņš
- Augusts Voss
- Jānis Vucāns

## W
- Hugo Wittrock

## Z
- Leonīd(s) Zakovski(s) [Henriks Štubis]
- Jānis Zālītis
- Voldemārs Zāmuēls
- Kārlis Zariņš
- Valdis Zatlers
- Gustavs Zemgals
- Gunārs Ziemelis
- Fricis Zilbers
- Roberts Zīle

## Ž
- Tatjana Ždanoka